# Колтовська Анна Олексіївна
Цариця Анна Олексіївна, при народженні Колтовська (в чернецтві Дарія; нар. бл. 1554/1556 — пом. 5 квітня 1626, Тихвін, Новгородська губернія, Московське царство) — четверта дружина Івана Грозного, з якою він одружився навесні 1572 року з дозволу духовенства (шлюб тривав менше півроку). Згодом черниця («черниця-цариця») Тихвинського Введенського монастиря, де її шанували місцево.

## Біографія
Дочка дворянина Олексія Гнатовича Горяїнова Колтовського. Рік її народження невідомий. Вказується (можливо помилково), що рано осиротівши, вона виховувалася в родині князя Андрія Курбського.
Колтовські, згідно «Православної енциклопедії», були служивими землевласниками. Її батько і брат Григорій у другій половині XVI століття значаться сусідськими дітьми боярськими по Коломні, причому у Дворовій зошити вказується, що батько помер у полоні. Григорій у 1562 році називається серед поручителів за боярина І. Д. Більського, а в 1571 році він поручився за князя І. Ф. Мстиславського. До моменту весілля Анни її брат та інші родичі, мабуть, займали незначні придворні посади. Це підтверджує також посланець у Москві фон Бухау, називаючи Григорія «придворним царя».

### Заручини

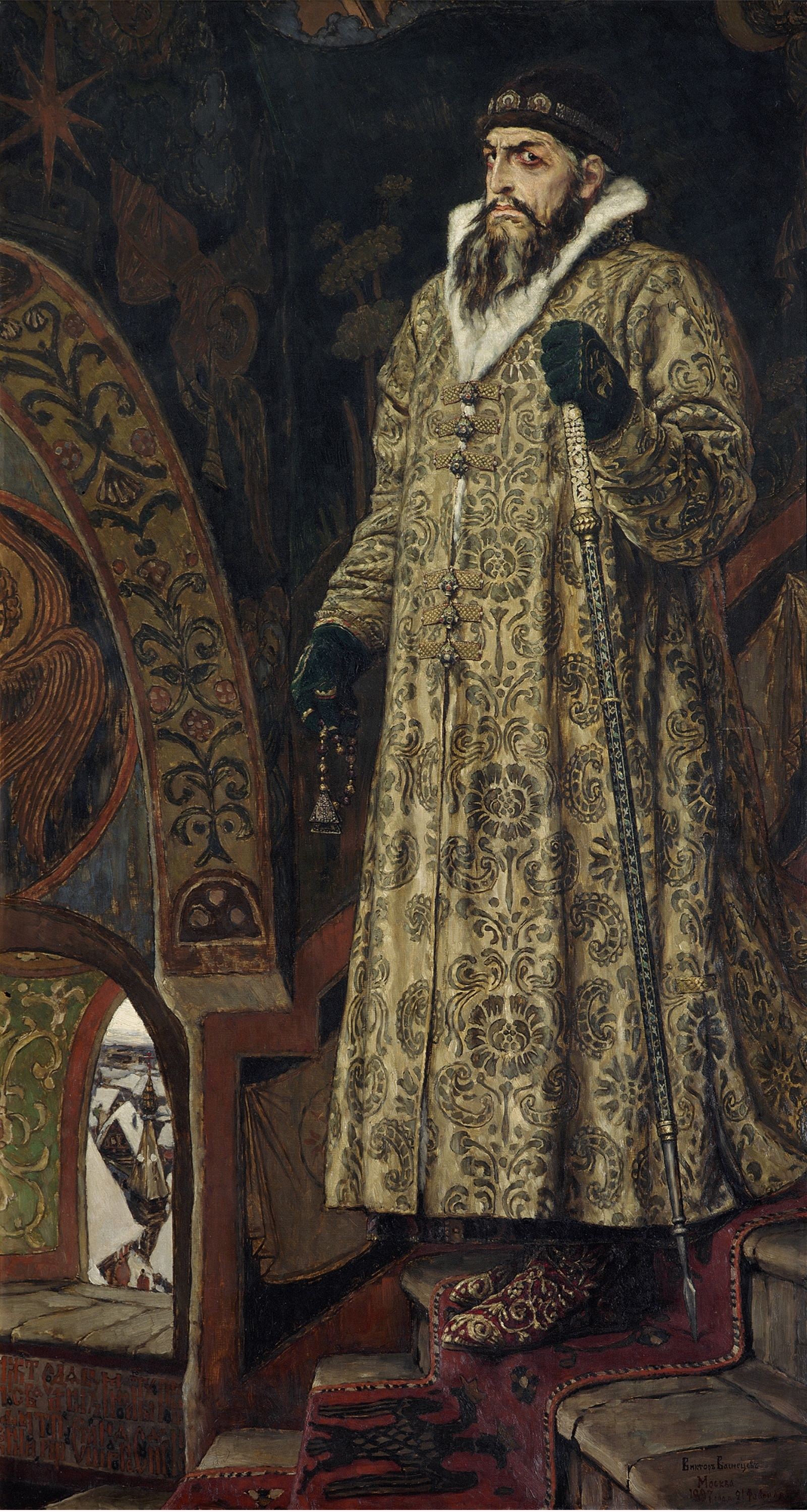
В. М. Васнецов. Цар Іван Грозний, 1897 р.

Була обрана на тому ж огляді наречених (1571 р.), що і третя дружина царя, Марфа Собакіна, і була покликана після раптової смерті останньої. Це був другий огляд, влаштований царем, овдовілим вже два роки. Інша учасниця — Євдокія Сабурова, була віддана в дружини царевичу Івану. На нього за переписом дворянських «дівок» в 1570 році було зібрано близько 2 тисяч дівчат, з яких було відібрано 24 спочатку, потім 12 дівчат.
|  | Нудьгуючи вдівством хоча і не цнотливим, він вже давно шукав собі третю дружину... З усіх міст звезли наречених в Слободу, і знатних і незнатних, числом більше двох тисяч: кожну представляли йому особливо. Спершу він вибрав 24, а після 12 ... довго порівнював їх в красі, в приємності, в розумі; нарешті вибрав Марфу Васильєву Собакіну [...], в той же час обравши наречену і для свого старшого царевича, Євдокію Богданову Сабурову. Батьки щасливих красунь з нічого стали боярами. (Карамзін) |

У записках німців Йоганна Таубе та Елерта Крузе збереглися відомості про цю процедуру. Коли привозили дівчат на оглядини, цар «входив у кімнату <…> кланявся їм, розмовляв з ними трохи, оглядав і прощався з ними». За свідченням німців, останню дюжину дівчат оглядали вже оголеними. При цьому був присутній лікар-англієць Елізеус Бомеліус, випускник Кембриджу, який приїхав на службу в Московське царство, причому «лікар мав оглянути їх сечу в склянці».
Марфа вінчалася 28 жовтня вже хворою і померла 13 листопада (через два тижні). Анна, яке «посіла друге місце» на цьому огляді, стала наступною нареченою. Це був четвертий шлюб Івана, що канонічним правом не дозволялося. Цар скористався кончиною митрополита Кирила в лютому 1572 року (новий митрополит Антоній був поставлений лише у травні) і скликав у Москві собор. Карамзін пише, що на соборі переміг новгородський архієпископ Леонід — «користолюбець і угодник мирської влади».

На ньому Іван клявся духовенству, що через хворобу нареченої Марфи і її раптової смерті вона не встигла стати йому дружиною — темні сили диявольські «воздвиже ближніх багатьох людей враждовати на царицю нашу, ще в дівчатах сушу… і тако їй отруту злий учиниша».

«Злі люди чарами винищили першу дружину мою, Анастасію, — писав у своєму зверненні цар. — Друга, Княжна Черкаська, також була отруєна, і в муках, в терзаннях відійшла до Господа. Я чекав чимало часу і зважився на третій шлюб, частково потреби тілесної, почасти для моїх дітей, які ще не досягли досконалого віку: юність їх подобалася мені залишити світ; а жити в світі без дружини спокусливо. Благословенний Митрополитом Кирилом, я довго шукав собі нареченої, відчував, нарешті, обрав; але заздрість, ворожнеча погубили Марту, тільки ім'ям Царицю: ще в наречених вона втратила здоров'я і через два тижні подружжя померла дівою. У відчаї, в смутку я хотів присвятити себе житію Чернечому; але, бачачи знову жалюгідну младость синів і Держава в лихах, осмілився на четвертий шлюб. Нині, припадаючи з розчуленням, молю Святителів про дозвіл і благословення», — говорив цар (у переказі Карамзіна).

Вище духовенство особливим вироком, датованим 29 квітня, підтвердило, що шлюб не був консумований, оскільки чоловік цноти попередньої нареченої «не розрішив». Як виняток з державних міркувань цареві дозволили четвертий шлюб (з «дружини» його такої честі не удостоювалися), однак на нього наклали 3-літню покуту: «протягом року до Великодня цареві було заборонено входити в храм, причаститися можна було тільки на Великдень, потім рік він повинен був стояти в храмі з „припадающими“ і рік з „вірними“, вкушати антидор він міг по святах».

Лѣта 7080, Апр. въ 29, Рускія Митрополіи, Московскаго Государства и всей Руской земли — не вѣмъ, которымъ обычаемъ — Архіепископы и Епископы, и Архимандриты и Игумены, и весь Осв. Соборъ благословили Государя, Царя и В. К. Ив. Вас. женитися четвертымъ бракомъ, мимо Христово Евангеліе, и Апостолы, и Христову Церковь, и Помѣстныя Соборы, и Большихъ и Вселенскихъ семи Соборовъ.

Собор підкреслив «всім человецем» іншим, що виняток був зроблений тільки для царя: «так не дерзнет (ніхто) така сотворити, четвертого шлюбу сочетатися», «аще хто гордостию дмяся або від нерозумності дерзнет така сотворити… так буде за таку зухвалість за священним правилами проклятий».
Дата вінчання Івана з Анною не відома, не збереглося також опису церемонії. Очевидно, воно сталося між 29 квітня (датою дозволу) та 1 червня, тобто в травні. Як зазначив новгородський літописець, вже 31 травня новгородський архієпископ Леонід «співав молебні… за велику царицю Анну».
У визначенні Собору був пункт, згідно з яким з царя знімається єпитимія, «якщо він піде війною проти невірних за святі церкви і за православну віру». На початку серпня 1572 року російське воїнство на чолі з В. М. Воротинським в 45 верстах від Москви, в селі Молоді розгромило з'єднану Кримсько-Ногайський орду. Цар з кінця травня перебував у Новгороді, і йому прийшла звістка 6-го числа, а вже 7-го він у Софійському соборі відстояв подячний молебень.

### Шлюб
Вже 1 червня цар з нареченою приїхав у Новгород, де хотів влаштувати собі нову резиденцію. Вважається, що саме там (червень-серпень 1572 р. він склав духовну, в якій відписав Анні місто Ростов «з волостями, і з шляхом, та з сели, і з усіма митами», 14 сіл «з селами і з усіма угіддями» в Московському, Юр'єв-Польському і Ярославському повітах, а також колишні вотчини князів Заозерских-Прядивних.
 "А бог дасть мені сина з дружиною моєю Анною, і аз його благословляю місто Углечь, і Устюжне (…) з волостьмі, і з путьмі, і з сели, і з усіма митами. А бог дасть мені дружину свою з Анною дочерь, і аз її благословляю, даю місто Зубців з волостмі, (…) з усіма селами і з угідь. Так благословляю дружину свою Анну, даю їй місто Ростов, з волостьмі, і з путмі, і з сели, і з усіма митами, так під Москвою село Алешня, село Болтін, село Астанково, і з приписними селами, (…) з усіма селами і угідь ". (Духовна грамота царя Івана Васильовича). 
Однак існує припущення, що заповіт складено після весілля з наступною дружиною, також Анною — Васильчиковою; а Колтовська не згадується там, бо була заслана в монастир.
Другий Новгородський літопис має запис про те, що 16 серпня, в суботу «цариця православна Ганна була в ночі молитися в церкві Премудрості Божі Софії та по чюдотворцовим гробів знаменовалася — Івана, архиєпископа Навгороцького, та Микиті, єпископа Навгороцького». На наступний же день цариця виїхала з Новгорода до Москви.
Цим же періодом слід датувати внесок у коломенський Спаський монастир, «що на посаді за торгом». В описі його майна (за 1577/78 рік). вказується «образ Михайла архангела, обкладений сріблом, мала пядница, дан Анні Колтовської».
Шлюб не тривав і півроку — у вересні 1572 року цариця Анна була видалена в монастир і незабаром пострижена в черниці з ім'ям «Дарія».
Причини опали невідомі. Згаданий вище імперський посланник Данило Принц фон Бухау пише: «Четверту [жінку], сестру свого придворного Колтовського, не знаю з якої причини, він уклав у монастир, убивши брата зі всім сімейством». Вказується, що цариця потрапила в опалу після зради і втечі князя Курбського, однак воно сталося десятком років раніше — у 1563—1564 році. Думка Л. Е. Морозової і Б. Н. Морозова: «У вересні цар Іван розлучився з Анною Олексіївною Колтовською. Чим він пояснив своє рішення — невідомо. Адже звинуватити її в безплідді цар не міг: шлюб тривав лише чотири з гаком місяці. Очевидно лише одне: Колтовська дуже швидко „розподобалась“ монарху. До того ж він міг вважати її незаконною дружиною, з якою не варто церемонитися».
Р.Г.Скринніков пише: «У той час Малюта був у зеніті слави. Очевидно, справа не обійшлася без нього, і він сприяв розлученню. Можливо, його турбувало стрімке піднесення нового временщика князя Бориса Тулупова. Князь видав сестру за царського шурина Григорія Колтовського, брата цариці Анни, і тим поріднився з сім'єю самодержця».

### У чернецтві

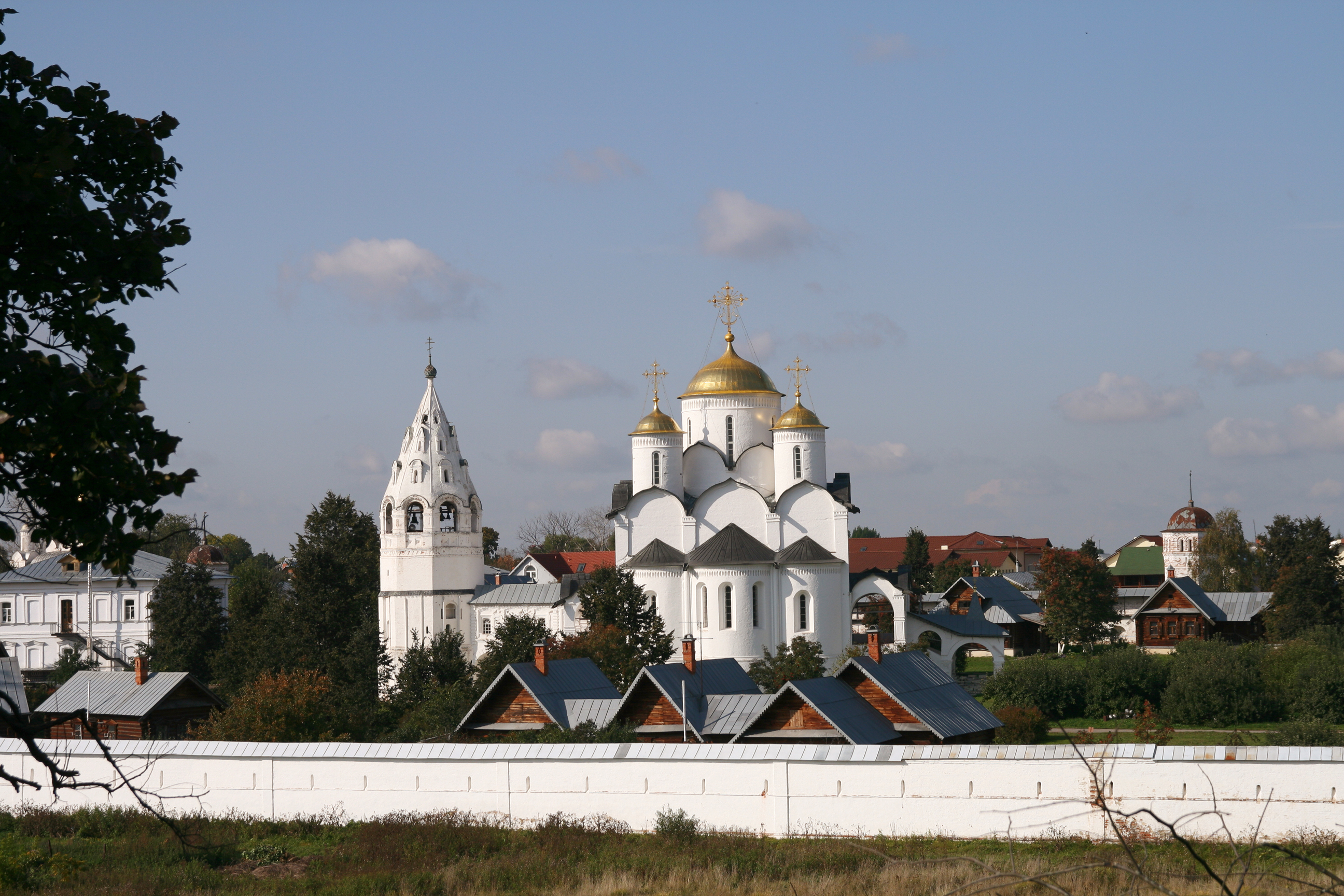
Перше місце перебування: Суздальський монастир

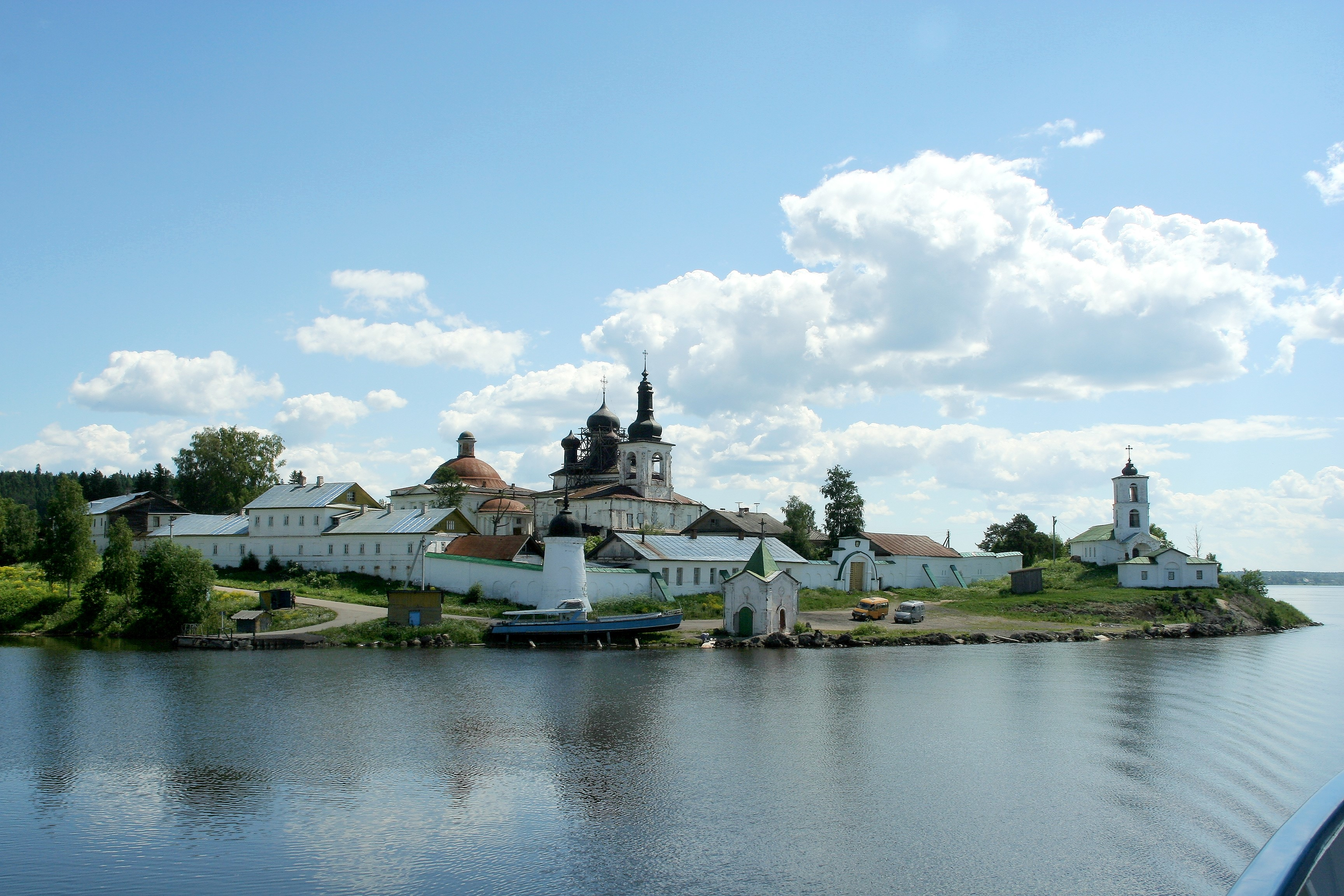
Друге місце перебування: Горицький монастир

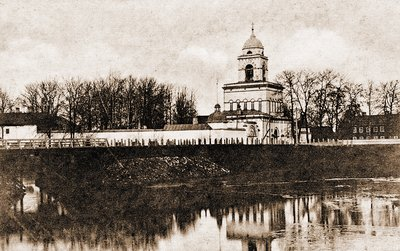
Третє і найулюбленіше місце перебування: Тихвинський монастир

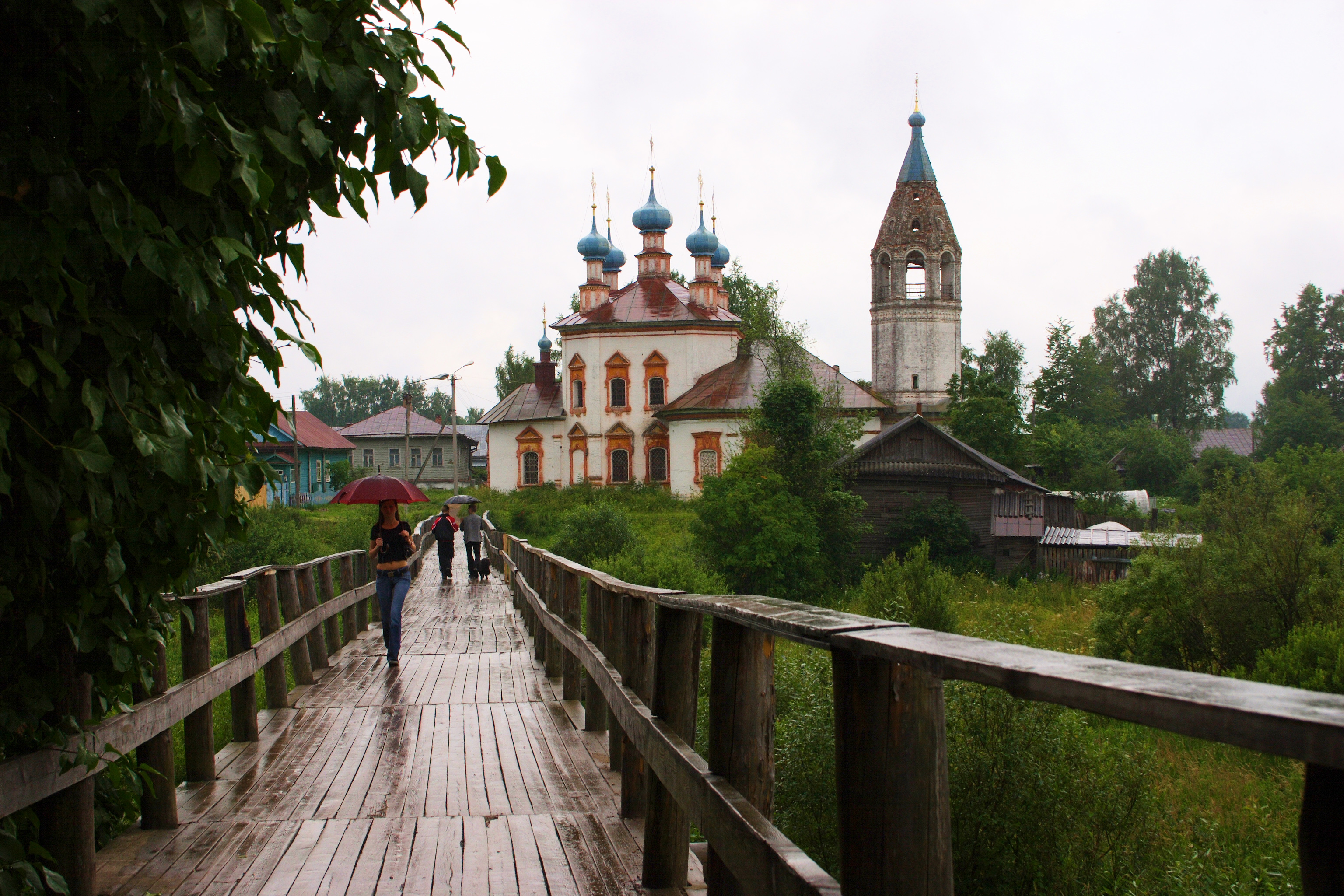
Четверте місце перебування і евакуації: Устюжна

Точна дата і місце її постригу невідомі, можливо, не в 1572 році (безпосередньо у рік весілля), а в 1575 році, із-за чого виникає різночитання з приводу трирічного терміну шлюбу.
В останні роки життя царя Івана (розум. 1584) вона жила в Покровському монастирі (Суздаль), де жили інші царствені ув'язнені, у тому числі Марія Нагая і друга дружина царевича Івана Івановича — Феодосія Солова. Це відомо з уривка зазначеної грамоти царя Федора Іоанновича І, побічно датується 1584—1585 рр .. Там же написано про її бажання перебратися в Горіци.
З середини 1580-х рр. вона жила у Воскресенському Горицькому монастирі.
У 1586 році наступний цар, її колишній пасинк Федір I, подарував їй землі в Білозерському повіті — село Нікольське. У жалуваній грамоті вона іменується не тільки «старицею», але й «царицею і великою княгинею».

#### У Тихвині
В 1604 році перейшла з Горіц в збіднілий жіночий Тихвинський Введенський монастир (Тихвин) «за обіцянкою… громаду влаштувати».
У тому ж році цар Борис Годунов повернув Введенській обителі землі, захоплені у неї сусіднім чоловічим Тихвинським монастирем, підтвердивши грамоту Федора.
В 1607 році черниця Дар'я приїжджала до столиці, мабуть, у монастирських справах. Зберігся текст подорожньої.

#### Смутний час
У 1608 році грамоту підтвердив цар Василь IV Шуйський.
14 вересня 1613 року Введенський монастир був спалений шведами, і черниці, в тому числі черниця-цариця, за переказами, ховалися в лісі на березі Царицина озера.  Документ з Державного архіву Швеції, Стокгольм описує досить бідне «жалування» на утримання цариці.
Потім вона була переселена на життя в Устюжну-Железопольську (поблизу Вологди).  По царській грамоті вона отримувала «царське жалування річне — гроші і… з устюженских іс митних та іс кабацьких доходів, що останетца від пищалей і від стрільців».
У 1614 році в  Устюжнському повіті їй були подаровані землі від нового царя Михайла Федоровича — село Нікіфорово взамін вилученого Нікольського.
У 1617 році був укладений Столбовський мир зі шведами, який привів до заспокоєння країни, і Тихвинський Введенський монастир почав відбудовуватися заново.

#### Повернення
Повернулася в Тихвинський монастир у січні 1624 року. Вказується, що вона була його ігуменею, і займалася відновленням обителі.
Про те, що вона, швидше за все, була ігуменею, свідчить жалувана грамота обителі царя Михайла Федоровича на пустовщину Бурково в Новгородському повіті. Крім того, Михайло Федорович видав їй дари — братину, оксамит, камку, сорок соболів, гроші.
Якийсь Дмитро Колтовський, очевидно, її родич, відвідав її наприкінці вересня 1624 р., привізши дари з весілля Михайла Федоровича і княжни Марії Довгорукою, про що зберегся її лист подяки цареві.

Государю царю і великому князю Михайлу Феодоровичу всієї Русі пищая твоя, государ, царська богомолица, блаженния пам'яті государя царя і великаго князя Івана Васильовича всієї Русі цариця стариця Дарина, Бога молю і чолом б'ю. Завітав ти государ цар і великий князь Михайло Федорович всієї Русі мене злиденну свою царську богомолицу, прислав до мене з своїм государским платнею стольника Дмитра Колтовского, з них завітав надіслав своїй государской радості і государині цариці і великий княгині Марії Влодимирівни платні: коровай, та сир, та убрусец, так ширінку. І до мене государів вашої государской богомоліци то ваше государское платню дійшло, і я, пане, ваша царська богомолица на вашому государском платню чолом б'ю і про вашому государском многолетном здоров'я повинна Бога молити.

У лютому 1626 року інший її родич, князь Д. Гагарін, привіз їй дари з весілля Михайла — з Євдокією Стрешневою. Відомо, що в Тихвине з Дар'єю жили дві її племінниці — княжни Леоніда та Олександра Григорівни Гагаріни (одна з них стане його ігуменею в 1642 році під ім'ям «Платоніда»).

#### Смерть
Збереглася її остання воля, де велика частина майна відписана на потреби обителі, «ігумені Огаф'ї з сестрами і хто за ним у тому монастирі інша ігуменя і сестри будуть». Сестри повинні «царицю-ченця Дар'ю поминати і душу її влаштувати, написати її ім'я в повсякденні просвиромисальні, і ливарні, і в підстінному синодику». Також є детальна духовна грамота від 31 березня 1626 року, де вона заповідає заупокійні вклади в інші храми.

«Мені йшло царського жалування за річні запаси грошей, і що доходишки мала з вотчинишки, і ми тим питалися. І після розорення литовського і німецького в монастирі в храмах влаштовано, і келії, і клуню, і млин, і конюшенний двір, і коровей, попівські і служебнікови двори, і всяке монастирське будова тими грошима влаштовано»

Там вона і померла 5 квітня 1626 року, прийнявши перед смертю схими. Новий літописець про її смерть повідомляє (з помилкою по батькові):

У той же час померла цариця Дар'я [дружина] царя і великого князя Івана Васильовича всієї Московщини, а була пострижена на Тихвині в Дівочому монастирі, і повелів її поховати тут же в монастирі; а була [вона] дочка Івана Колтовського, а постриг її цар Іван Васильович за свого життя.

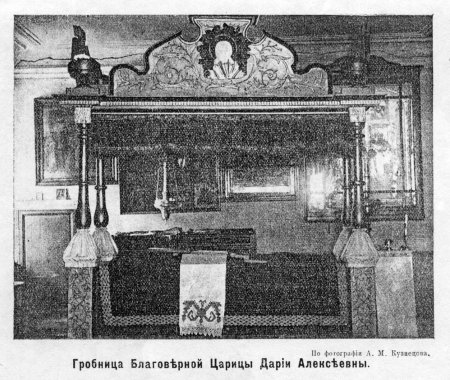
Гробниця черниці Дар'ї, дореволюційна світлина

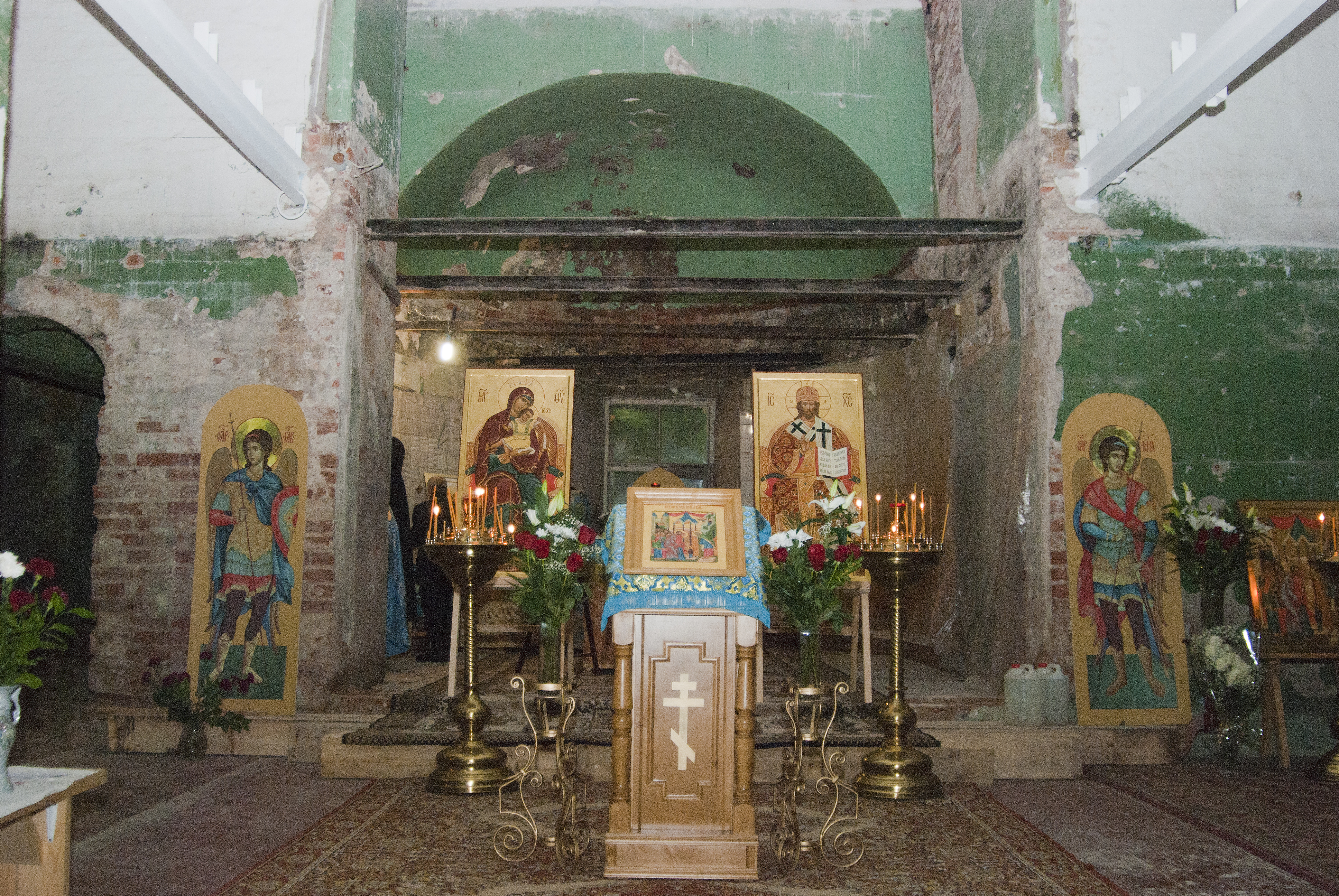
Сучасний інтер'єр Введенського собору (XVII ст.), Тихвинського Введенського монастиря. 4 грудня 2012 року

Тіло її поховано в паперті соборної церкви тихвинського Введенського монастиря, на лівій стороні, при вході. «Над її могилою в 1814 році був встановлений дерев'яний різьблений надгробок з позолотою і шитим покривалом». Пізніше поруч з нею були поховані її племінниці. В 1814 році з благословення Петербурзького і Новгородського митрополита Амвросія (Подобєдова) був встановлений новий надгробок, влаштований «старанням священика Іоанна, милостинею громадян та інших подавачів», про що повідомляла плита поруч.
Введенський монастир був закритий в 1926 році, гробниця у Введенському соборі (влаштований спортзал, школа єдиноборств, сауна) не збереглася.
В обителі зберігався список Тихвинської ікони Богоматері — благословення Дар'ї одному з тихвинців, що пізніше повернувся назад до монастиря, і два покрива на її гробницю (один — з червоного оксамиту, опушений горностаєм).

## Ушанування пам'яті
Дар'я шанувалася в Тихвині і околицях в якості місцевошанованої святої як упорядниця та благодійниця Введенського (Царицина) монастиря. Тут святкували її пам'ять — на іменини (19 березня) і день кончини (5 квітня).
4 грудня 1998 насельниками Тихвинського Великого Успенського монастиря було освячено поклонний хрест поблизу вівтаря Введенського собору. Перед ним відбуваються панахиди.